# Clach an Tiompain

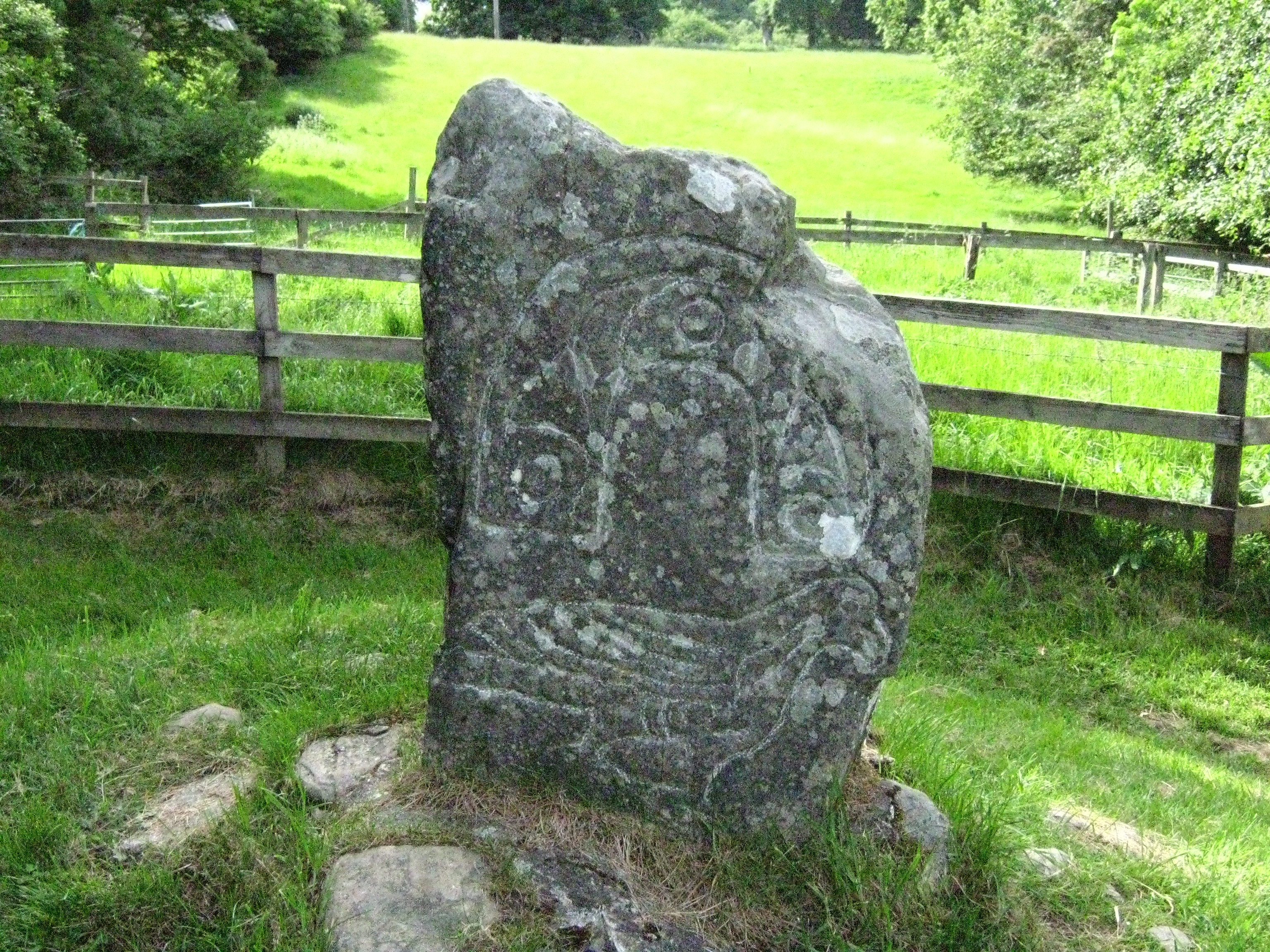
Clach an Tiompain

Der Clach an Tiompain (englisch Sounding stone oder Eaglestone, deutsch Adlerstein) ist ein kleiner, einseitig beschädigter piktischer Symbolstein der Class 1 auf einem Hügel am nördlichen Stadtrand von Strathpeffer in Ross and Cromarty im Osten der schottischen Highlands. Der Stein befand sich ursprünglich weiter östlich in Richtung Dingwall. Er wurde 1411 an seinen jetzigen Standort verlegt. Es gibt einen gleichnamigen Menhir auf der Isle of Islay.

## Beschreibung
Der Stein aus blauem Gneis ist 81 cm hoch, 61 cm breit und 25 cm dick. Auf seiner Südostseite ist ein hufeisenartiges Symbol über einem Adler eingeritzt. Diese Bearbeitung stammt aus dem 7. Jahrhundert.

## Klassifikation
In „The Early Christian Monuments of Scotland“ (1903) klassifizierten John Romilly Allen (1847–1907) und Joseph Anderson (1832–1916) die Steine in drei Klassen. Kritiker haben Schwächen in dem System festgestellt, aber es wird weiterverwendet. Class 1 sind unbearbeitete Steine mit eingeschnittenen Symbolen. Es gibt keine Kreuzdarstellungen. Die Steine stammen aus dem 6. bis 8. Jahrhundert.
Eine Überlieferung besagt, dass der Stein den Ort einer Clanschlacht kennzeichnet, die 1411 zwischen dem Clan Munro und einem Zweig des Clan MacDonald stattfand, und der Stein an einen Munro-Sieg erinnert, da er mit dessen Symbol, einem Adler, gekennzeichnet ist. Der Stein ist auch mit den Prophezeiungen des historisch unbelegten Brahan Seer oder Kenneth Mackenzie aus dem 16. Jahrhundert (schottisch-gälisch Coinneach Odhar) verbunden. Er sagte voraus, dass, wenn der Stein dreimal umfiel, das umliegende Tal überschwemmt werde und der Stein als Anker dienen werde. Es ist seither zweimal gefallen und jetzt in Beton eingelassen.